# Tudeley
Tudeley är en by i civil parish Capel, i distriktet Tunbridge Wells, i grevskapet Kent, i England. Byn är belägen 7 km från Royal Tunbridge Wells. Tudeley var en civil parish fram till 1885 när blev den en del av Capel. Civil parish hade 549 invånare år 1881. Byn nämndes i Domedagsboken (Domesday Book) år 1086, och kallades då Tivedele.